# Sudamericano de Canotaje 2013
Se realizó en la ciudad de Valparaíso, Chile los días 19, 20 y 21 de abril de 2013 . El campeón fue Argentina.

## Medallero General
Contiene todas las medallas obtenidas en todas las categorías (SUB-23, Cadete, Junior, Senior y Paracanotaje)
| Núm. | País      | Oro | Plata | Bronce | Total |
| ---- | --------- | --- | ----- | ------ | ----- |
| 1º   | Argentina | 44  | 34    | 6      | 84    |
| 2º   | Chile     | 24  | 24    | 30     | 78    |
| 3º   | Brasil    | 22  | 21    | 10     | 53    |
| 4º   | Uruguay   | 6   | 9     | 22     | 37    |
| 5º   | Ecuador   | 5   | 7     | 11     | 23    |
| 7º   | Venezuela | 2   | 7     | 14     | 24    |
| 8º   | Perú      | 0   | 0     | 1      | 1     |

- Datos: Q12220806